# Comité international des slavistes
Le Comité international des slavistes (en russe : Междунаро́дный комите́т слави́стов, МКС) réunit des spécialistes des pays slaves et non slaves, organisés en comités nationaux. Institué à Belgrade en 1955, il assure la tenue tous les cinq ans du Congrès international des slavistes, principal lieu de rencontre, d’échanges et de travail des enseignants et chercheurs en études slaves. D’abord essentiellement philologique et littéraire, cette discipline s’est élargie pour toucher à tous les domaines de l’histoire, de la langue, des littératures et des cultures slaves, ainsi que de leur interaction avec les autres cultures.

## Histoire
Avant la Seconde Guerre mondiale, le Congrès international des slavistes-philologues s’était réuni à deux reprises, à Prague (1929) et à Varsovie (1934). La troisième réunion, à Belgrade, en septembre 1939, avait été ajournée.
Après la fin du conflit, les contacts se renouent à la faveur de la réunion de Leningrad (1946), mais le congrès prévu à Moscou en 1948 est annulé, à cause de la rupture entre l’URSS et la Yougoslavie ; il est néanmoins comptabilisé comme IIIe Congrès international des slavistes (le Congrès de Belgrade 1939 est aussi mentionné comme IIIe Congrès). La réconciliation survenue à Belgrade en 1955 dans le cadre du Dégel khrouchtchévien, permet la reprise des congrès qui se tiendront tous les cinq ans depuis 1958.
En 2008, les délégations étaient au nombre de 35 (Allemagne, Australie et Nouvelle-Zélande, Autriche, Biélorussie, Belgique, Bulgarie, Canada, Croatie, Danemark, Espagne, Estonie, États-Unis, Finlande, France, Grande-Bretagne, Grèce, Hongrie, Inde, Israël, Italie, Japon, Macédoine, Moldavie, Norvège, Pays-Bas, Pologne, Roumanie, Russie, Serbie, Slovaquie, Slovénie, Suisse, Tchéquie, Ukraine.
Le Comité international des slavistes fait partie des organisations éducatives reconnues par l’UNESCO.

## Les Congrès
Les trois premiers congrès ont été tenus avant la fondation du Comité international des slavistes
- I. 1929 (6-13 octobre), Prague, Brno, Bratislava (Tchécoslovaquie)[1]
- II. 1934 (23-30 octobre), Varsovie (Pologne)[2]
- III. 1939 (18-25 septembre) Belgrade (Yougoslavie)[3] - Congrès annulé à cause du début des hostilités de la Seconde Guerre mondiale
  - III. 1946, Leningrad (Union soviétique) - Première conférence internationale des slavistes après la guerre[4]
  - III. 1948, Moscou (Union soviétique) - Congrès annulé à cause de la rupture des relations yougoslavo-soviétiques[4]
- 1955, Belgrade (Yougoslavie) - Rencontre extraordinaire des slavistes[4]
- IV. 1958 (1-10 septembre), Moscou (Union soviétique)[5] - Premier Congrès international des slavistes après la Seconde Guerre mondiale
- V, 1963 (16-23 septembre), Sofia (Bulgarie)[6]
- VI. 1968 (7-13 août), Prague (Tchécoslovaquie)[7]
- VII. 1973 (21-23 août), Varsovie (Pologne)[8]
- VIII. 1978 (3-9 septembre), Zagreb/Ljubljana (Yougoslavie)[9]
- IX. 1983 (6-14 septembre), Kiev (Ukraine)[10]
- X. 1988 (15-21 septembre), Sofia (Bulgarie)[11]
- XI. 1993 (31 août-7 septembre), Bratislava (Slovaquie)[12]
- XII. 1998 (27 août-3 septembre), Cracovie (Pologne)[13]
- XIII. 2003 (15-21 août), Ljubljana (Slovenie)[14]
- XIV. 2008 (10-16 septembre), Ohrid (Macédoine)[15]
- XV. 2013 (20-27 août), Minsk (Biélorussie)[16]
- XVI. 2018 (18-25 août) Belgrade (Serbie)
- XVII. 2023 (28 août–1er septembre) Paris : premier congrès organisé dans un pays sans population slave autochtone

Le Comité international des slavistes tient également des réunions annuelles des comités nationaux.

## Les commissions du Comité international des slavistes
La réunion à Belgrade en 1955 a créé des commissions au sein du Comité international, d’abord au nombre de sept :
- Atlas linguistique panslave
- Dictionnaire du vieux slave
- Histoire de la slavistique
- Onomastique
- Poétique et stylistique
- Terminologie
- Bibliographie

Se sont ajoutées ensuite :
- Phonétique et phonologie
- Formation des mots slaves
- Lexicologie et lexicographie
- Cultures slaves médiévales
- Relations balto-slaves, folklore
- Textologie de la linguistique et des études littéraires
- Sociolinguistique
- Phraséologie
- Stylistique
- Médialinguistique

Des commissions ad hoc se forment à l’occasion de chaque Congrès pour tenir un panel spécifique.

## Le Comité français des slavistes
Les Comités nationaux des slavistes sont une des composantes du Comité international des slavistes. Le Comité français des slavistes est formé auprès de l’Institut d'études slaves, association fondée en 1919 et reconnue d’utilité publique en 1925. André Mazon, président de l’Institut d’études slaves à partir de 1937, a été vice-président du Comité international des slavistes de 1958 à sa mort, en 1967. Le Comité français des slavistes sélectionne les membres de la délégation française au Congrès international des slavistes. Toutefois, des slavistes français peuvent aussi s’inscrire en dehors de leur délégation dans le cadre d’un panel. La Revue des études slaves, éditée par l’Institut d'études slaves, publie les communications de la délégation française dans sa première livraison chaque année où est organisé un Congrès international des slavistes.
Depuis 2014, le Comité français des slavistes est présidé par Natalia Bernitskaïa (d). Celle-ci a été nommée en cette qualité également à la tête du comité international en 2018, dans la perspective du congrès de 2023 qui se tiendra à Paris.